# John Wain
John Barrington Wain, född 14 mars 1925 i Stoke-on-Trent, Staffordshire, död 24 maj 1994 i Oxford, Oxfordshire, var en brittisk poet, romanförfattare och litteraturkritiker. Wain studerade vid Oxfords universitet under C.S. Lewis som han blev god vän med. Han var sedan bland annat lektor i engelsk litteratur vid University of Reading 1947–1955 och innehade professuren i poesi vid Oxfords universitet 1973–1978.
Han började att publicera poesi på 1940-talet och romandebuterade 1953. Han trotsiga attityd och stil gjorde att han räknades till de arga unga männen, en etikett han själv ogillade. Han tilldelades James Tait Black Memorial Prize 1975 för en biografi om Samuel Johnson. Han var gift tre gånger och fick tre söner i sitt andra äktenskap.

## Utgivet på svenska
- "Villanelle till Harpo Marx" i Upptakt. – 2 (1956): 5/6, översättning av Göran Printz-Påhlson (även i Åtta engelska poeter, FIB:s lyrikklubb, 1957)
- Var dag den sista (Living in the present), Tiden, 1957, översättning av Kjell Ekström
- Rivalerna (The contenders), Tiden, 1960, översättning av Brita Hultman
- Kvinna på resa (A travelling woman), Tiden, 1962, översättning av Kjell Ekström
- Karriär i rytm (Strike the father dead), Tiden, 1963, översättning av Kjell Ekström
- "Jul hos Rillinghams" i Modern engelsk berättarkonst, Aldus/Bonnier, 1966, översättning av Torsten Blomkvist